# Liste der Einträge im National Register of Historic Places im Marion County (Illinois)

Lage des Marion County in Illinois

Die Liste der Einträge im National Register of Historic Places im Marion County in Illinois führt alle Bauwerke und historischen Stätten im Marion County auf, die in das National Register of Historic Places aufgenommen wurden.

## Legende
| NRHP | Historic Place    |
| HD   | Historic District |

## Aktuelle Einträge
| [ 2 ] | Name                                                 | Bild                                                 | Eintragsdatum        | Lage                                                                            | Ort       | Beschreibung |
| ----- | ---------------------------------------------------- | ---------------------------------------------------- | -------------------- | ------------------------------------------------------------------------------- | --------- | ------------ |
| 1     | Charles and Naomi Bachmann House                     | Charles and Naomi Bachmann House                     | 2001 ID-Nr. 01000598 | 401 South Walnut Street 38° 37′ 29″ N, 88° 56′ 48″ W                            | Salem     |              |
| 2     | Badollet House                                       | Badollet House                                       | 1990 ID-Nr. 90001839 | 310 North Washington Street 38° 37′ 44″ N, 88° 56′ 40″ W                        | Salem     |              |
| 3     | William Jennings Bryan Boyhood Home                  | William Jennings Bryan Boyhood Home                  | 1975 ID-Nr. 75000668 | 408 South Broadway 38° 37′ 28″ N, 88° 56′ 43″ W                                 | Salem     |              |
| 4     | Centralia Commercial Historic District               | Centralia Commercial Historic District               | 2012 ID-Nr. 12000060 | Zwischen 126 West Broadway und 331 East Broadway 38° 31′ 39,8″ N, 89° 8′ 4,8″ W | Centralia |              |
| 5     | The Centralia Elk’s Lodge                            | The Centralia Elk’s Lodge                            | 2011 ID-Nr. 08001171 | 328 East Broadway 38° 31′ 39″ N, 89° 7′ 53″ W                                   | Centralia |              |
| 6     | Illinois Central Railroad Water Tower and Pump House | Illinois Central Railroad Water Tower and Pump House | 1998 ID-Nr. 98001355 | Südwestlich der Kreuzung zweier Eisenbahnlinien 38° 45′ 47″ N, 88° 51′ 29″ W    | Kinmundy  |              |
| 7     | Calendar Rohrbough House                             | Calendar Rohrbough House                             | 1979 ID-Nr. 79000857 | 3rd Street Ecke Madison Street 38° 46′ 16″ N, 88° 50′ 43″ W                     | Kinmundy  |              |
| 8     | Sentinel Building                                    | Sentinel Building                                    | 1978 ID-Nr. 78001169 | 232 East Broadway 38° 31′ 39″ N, 89° 7′ 59″ W                                   | Centralia |              |